# 冬の鬼
冬の鬼（ふゆのおに、1989年 - ）は、日本の大喜利プレイヤー。

## 来歴
熊本県出身
。ダイナマイト関西の開催や、IPPONグランプリの放送開始をきっかけに大喜利を始める。YouTube・イベント「大喜る人たち」によく出演している。

## 人物
SEとして働きながら大喜利ライブに出演している。「大喜利が強い一般人」としてテレビ番組に出演したことがあるが、芸人や作家ではない。

## 大会等の戦績
- 転脳児杯　準優勝[6]
- オオギリダイバー9　優勝[7]
- オオギリダイバー14・チャンピオンズカップ　優勝[8]
- 第6回　大喜利鴨川杯　準優勝[9]
- 第15回　大喜利未来杯　優勝[10]
- 第5回　大喜利うどん杯　優勝
- 第4回　近代大喜利五種　優勝[11]
- 東北大喜利杯2014夏　優勝
- 大喜利サイト「ぼけましておめでとうございます」大リーグ　優勝5回

## 出演

### ラジオ
- ラジオクロワッサン（YouTube、2019年11月10日 - ）大喜利プレイヤー・ぺるともとハチカイ警備員によるネットラジオ[13]